# Dragomirești, Neamț
Dragomirești este satul de reședință al comunei cu același nume din județul Neamț, Moldova, România.

## Personalități
- Ioan Burduja (1911-1985), economist, finanțist român, profesor de Finanțe și Asigurări la Universitatea Alexandru Ioan Cuza din Iași

 Acest articol despre o localitate din județul Neamț este deocamdată un ciot. Puteți ajuta Wikipedia prin completarea lui.